# Deutsche Angst-Hilfe
Die Deutsche Angst-Hilfe e. V. (DASH) ist eine Selbsthilfeorganisation für Menschen mit Angsterkrankungen und ihre Angehörigen. Sie ist der Nachfolgeverein der 1990 in München gegründeten Angst-Hilfe e. V. Aus diesem Verein ist auch die Münchner Angstselbsthilfe (MASH) hervorgegangen, die mit DASH kooperiert.

## Aktivitäten
DASH gibt seit 1995 Die Angst-Zeitschrift (daz) heraus, die bis 2020 auch in Papierform erschienen ist. Als Ersatz für die Printversion gibt es seit 2022 nur noch das Online-Magazin daz.digital.
Der Verein unterstützt auch Angstselbsthilfegruppen im deutschsprachigen Raum, z. B. bei der Gründung, aber auch danach durch Informationen, Beratung, Schulungen, Fortbildungen und Vernetzung.
Außerdem will DASH die Allgemeinbevölkerung auf das Thema Angststörungen aufmerksam machen, setzt sich auch gegen Stigmatisierung ein und leistet Öffentlichkeitsarbeit für die Angstselbsthilfe.
DASH arbeitet seit 2010 in Kooperation mit der Münchner Angsthilfe und der Deutschen Gesellschaft für Verhaltenstherapie (DGVT) an einer umfangreichen Evaluation der Selbshilfegruppenarbeit, von der Teile schon veröffentlicht wurden.

## Förderer
Die Betriebskrankenkasse (BKK-Dachverband), DAK-Gesundheit und Techniker Krankenkasse fördern die Arbeit von DASH. Auch von der GKV-Gemeinschaftsförderung Selbsthilfe auf Bundesebene bekommt DASH finanzielle Unterstützung.

## Schirmherren
Der Profibergsteiger und Extremkletterer Alexander Huber und der Musiker und Schriftsteller Nicholas Müller haben für DASH die Schirmherrschaft übernommen.

## Wissenschaftliche Unterstützung
Wissenschaftlich wird DASH von Peter Zwanzger, Vorsitzender der Gesellschaft für Angstforschung (GAF) und von Katharina Domschke, Ärztliche Direktorin der Klinik für Psychiatrie und Psychotherapie im Universitätsklinikum Freiburg, unterstützt.